# Kitty Wells
Kitty Wells, geboren als Ellen Muriel Deason, (Nashville, 30 augustus 1919 - aldaar, 16 juli 2012) was een Amerikaanse countryzangeres.

## Jeugd
Als tiener als trad Kitty Wells samen met haar zusters op bij de plaatselijke radiozender als The Deason Sisters. Daar ontmoette ze de countrymuzikant Johnny Wright, met wie ze in 1937 trouwde en die ook haar manager werd. Met zijn zus Louise traden ze op als Johnny Wright & the Harmony Girls. Louises echtgenoot Jack Anglin voegde zich in 1939 bij het trio. Ook de later als producent-superster beroemd geworden Chet Atkins speelde af en toe bij de band. Vanaf 1945 formeerden Wright en Anglin het matig succesvolle duo Johnny & Jack. De latere koningin van de countrymuziek trad voortaan op als soliste onder de naam Kitty Wells, die werd gekozen door haar echtgenoot.

## Carrière
In 1949 namen zowel Johnny, Jack en Kitty Wells enkele singles op bij RCA Records, die echter niet bijzonder goed verkochten. Het label zag af van een verdere samenwerking met Wells, aangezien countryzangeressen in die jaren niet veel winst opbrachten. Ze trok zich bijgevolg terug in haar privéleven en nam de opvoeding van haar dochter op zich.
In 1952 werd haar door Decca Records-producent Paul Cohen de song It Wasn't God Who Made Honky Tonk Angels aangeboden, als feministisch uitgevoerde antwoordsong op The Wild Side of Life van Hank Thompson. Die song bevatte de tekstregel I Didn't Know God Made Honky Tonk Angels. De song werd een van de grootste countryhits van de jaren 1950 en bezette zes weken lang de koppositie. Voor de eerste keer haalde een countryzangeres de 1e plaats van de countryhitlijst. Dit succes effende de weg voor toekomstige sterren als Patsy Cline en Loretta Lynn. De muziekindustrie erkende eindelijk het commerciële potentieel van countryzangeressen.
Ook haar volgende single Paying For That Backstreet Affair, een antwoordsong op Back Street Affair van Webb Pierce, haalde de top 10. Kitty Wells was daarmee definitief gevestigd in het countrycircuit. Haar succesperiode hield stand tot ver in de jaren 1960. In totaal scoorde ze 23 top 10-hits, waaronder Making Believe (1955), Searching (1956), Jealousy (1958) en Heartbreak USA (1961). Ook nadat de verkoopcijfers verminderden en ze moest overschakelen naar kleinere labels, bleef ze een veelgevraagde zangeres. In 1976 werd ze samen met haar toen al overleden producent Paul Cohen opgenomen in de Country Music Hall of Fame. In 1991 won ze een Grammy Lifetime Achievement Award voor haar hele carrière.

## Privéleven  en overlijden
Kitty Wells en Johnny Wright hadden acht kleinkinderen en tien achterkleinkinderen. In 1983 openden beiden in Madison het Family Country Junction Museum. In oktober 2000 werd het weer gesloten, maar de Junction Recording Studio, die in 1987 aan het museumcomplex was toegevoegd, bleef behouden dankzij de inzet van kleinzoon John Sturdivant jr.
Het echtpaar gaf samen met zoon Bobby op 31 december 2000 zijn afscheidsconcert in het Nashville Nightlife Theater. Ze zongen er voor vele fans, vrienden en nabestaanden. Medewerking verleenden onder anderen Ricky Skaggs, The Whites, Marty Stuart, Connie Smith, Leona Williams, Larry Stephenson, Tommy Cash, Jack Greene en Jean Shepard.
Op 30 oktober 2010 vierden Kitty Wells en Johnny Wright hun 73e huwelijksjaar. Het jaar daarop, op 27 september 2011, overleed Johnny Wright op 97-jarige leeftijd. Kitty Wells overleed op 16 juli 2012 op 92-jarige leeftijd.

## Discografie
Decca Records
- 1956: Winner Of Your Heart
- 1956: Kitty Wells' Country Hit Parade
- 1959: Dust On The Bible
- 1959: After Dark
- 1960: Kitty’s Choice
- 1960: Seasons Of My Heart
- 1960: Kitty Wells' & Red Foley's Golden Favorites
- 1961: Heartbreak U.S.A.
- 1962: Kitty Wells, Queen Of Country Music
- 1962: Singing On Sunday
- 1962: Christmas Day With Kitty Wells
- 1964: Especially For You
- 1964: Country Music Time
- 1958: Lonely Street
- 1965: Burning Memories
- 1965: Lonesome, Sad And Blue
- 1966: Kitty Wells Sings Songs Made Famous By Jim Reeves
- 1966: Country All The Way
- 1966: The Kitty Wells' Show
- 1967: Love Makes The World Go Around
- 1967: Queen Of Honky Tonk Street
- 1968: Kitty Wells Showcase
- 1970: Your Love Is The Way
- 1971: They're Stepping All Over My Heart
- 1971: Pledging My Love
- 1972: Sincerely
- 1972: I've Got Yesterday

MCA Records / Decca Records
- 1973: Yours Truly

Capricorn Records
- 1974: Forever Young

- Bibliothèque nationale de France: cb139010936 (data)
- Gemeinsame Normdatei: 13285788X
- International Standard Name Identifier: 0000 0001 1439 8038
- Library of Congress Control Number: n91116601
- MusicBrainz: 5a5eeab3-e4b7-42e9-8ae9-b90eeb210b96
- Nationale Bibliotheek van Tsjechië: mzk2005282358
- Système universitaire de documentation: 162484712
- Virtual International Authority File: 97149106189768491441